# دریاچه کفه خنج
دریاچه کفه خنج نام یکی از دریاچه‌های استان فارس است.

## جغرافیا
این دریاچه ۵۰ کیلومتر مربع مساحت دارد و نزدیک شهر خنج در شهرستان خنج قرار دارد.

## دلیل نامگذاری
«کَفه» در زبان محلی به معنای منطقه‌ای دشتی و فاقد شیب است. «کَفه خُنج» مکانی آبگیر است که به هنگام ریزش بارش‌های موسمی، آب فراوان در آن جمع می‌شود و شکل دریاچه و باتلاق به خود می‌گیرد.